# Bagdads historia
Bagdad grundades av abbasiderna år 762. Staden förlades vid floden Tigris några mil söder om Persiens gamla huvudstad Ktesifon, som låg vid Sidenvägen mellan Medelhavet och Kina. Från Bagdad gick det också en karavanled norrut till Kievriket. Söderut kunde man färdas på floden Tigris till Basra vid Persiska viken.
Detta centrala läge inbjöd till många invasioner, buwayhiderna år 945 och seldjukerna år 1055. År 1258 skövlades staden av mongolerna under Hülegü Khan. År 1401 förstördes Bagdad återigen denna gång av Timur Lenk, en uzbekisk krigsherre. Från 1534 ingick Bagdad i det Osmanska riket ända tills första världskriget då landet erövrades av britterna. Sedan 1932 är Bagdad huvudstad i det självständiga Irak.

## Förhistoria
Jordbruket uppstod för cirka 12 000 år sedan i områden runt floder som gjorde marken bördig. Ett av dessa områden var Mesopotamien, vilket är grekiska och betyder "Landet mellan två floder", Eufrat och Tigris. Många anser att Mesopotamien var platsen för civilisationens vagga för cirka 10 000 år sedan. Här uppfanns kilskriften och värdens mest högtstående kultur utvecklades. På de bördiga slätterna odlades främst vete, korn och andra livsmedel. Befolkningen ökade och städer anlades, bland andra Ur, Nineve och Babylon där endast ruiner återstår. Jeriko, Aleppo och Damaskus hör till världens äldsta städer som fortfarande är bebodda. 
Men i slutet av bronsåldern 3500–1100 f.Kr blev klimatet kallare. I kombination med miljöförstöring, försaltning av jorden kunde spannmål inte längre odlas. Följden blev hungersnöd och folk flydde från städerna och återgick till ett nomadliv. Bronsåldern följdes av järnåldern. Nu kunde man tillverka järn och smida vapen. Folkstammar samlades under krigiska ledare som anföll sina grannar och bildade nya riken och imperier. I Mesopotamien efterträddes Sumererna av Babylonierna, 2000–539 f.Kr.

### Persien
I Persien förenades två stora riken under Kyros II och härskade över världens största imperium, mellan 559 och 530 f.Kr. Detta väldiga rike delades under Alexander den stores erövringar. I västra delen av Persien bildades Parterriket med huvudstad Ktesifon som låg vid Tigris. Ktesifon anses vara dåtidens största stad och riket varade till 226 e.Kr. Den sista dynastin i Persien var Sasaniderna. Deras rike sträckte sig i väster till floden Eufrats övre lopp, där många krig utkämpades mot det Romerska riket. Sasaniderna förlorade kontrollen över Persien i mitten av 600-talet och kaos utbröt. Detta utnyttjade araberna och expanderade i väster till Libyen, i norr till Kaukasus i öster till Afghanistan. Detta väldiga rike styrdes av  Umayyaderna. De förlade sin huvudstad till Damaskus.

## Bagdad grundas
I östra Persien växte ett missnöje mot  Umayyadiska kalifatet på grund av höga skatter, kulturkrock och avståndet till Damaskus. Upprorsmakarna tågade västerut och besegrade kalifens styrkor vid floden Zap, en biflod till Tigris. Detta utnyttjade abbasiderna och de mördade ledarna i den ummayadiska klanen. Abu al-Abbas as-Saffa grundade Abbasidkalifatet år 750. Han efterträddes av sin bror Abu Jafar al-Mansur. Al-Mansur flyttade kalifatets huvudstad, Persiens hjärtland. Han konsulterade tre experter i astrologi – en jude, en kristen och en muslim. Man kom fram till att den bästa platsen var en kristen by vid floden Tigris år 762. Staden uppfördes i utkanten av den före detta sasanidiska huvudstaden Ktesifon, som på sin tid var världens största stad. 

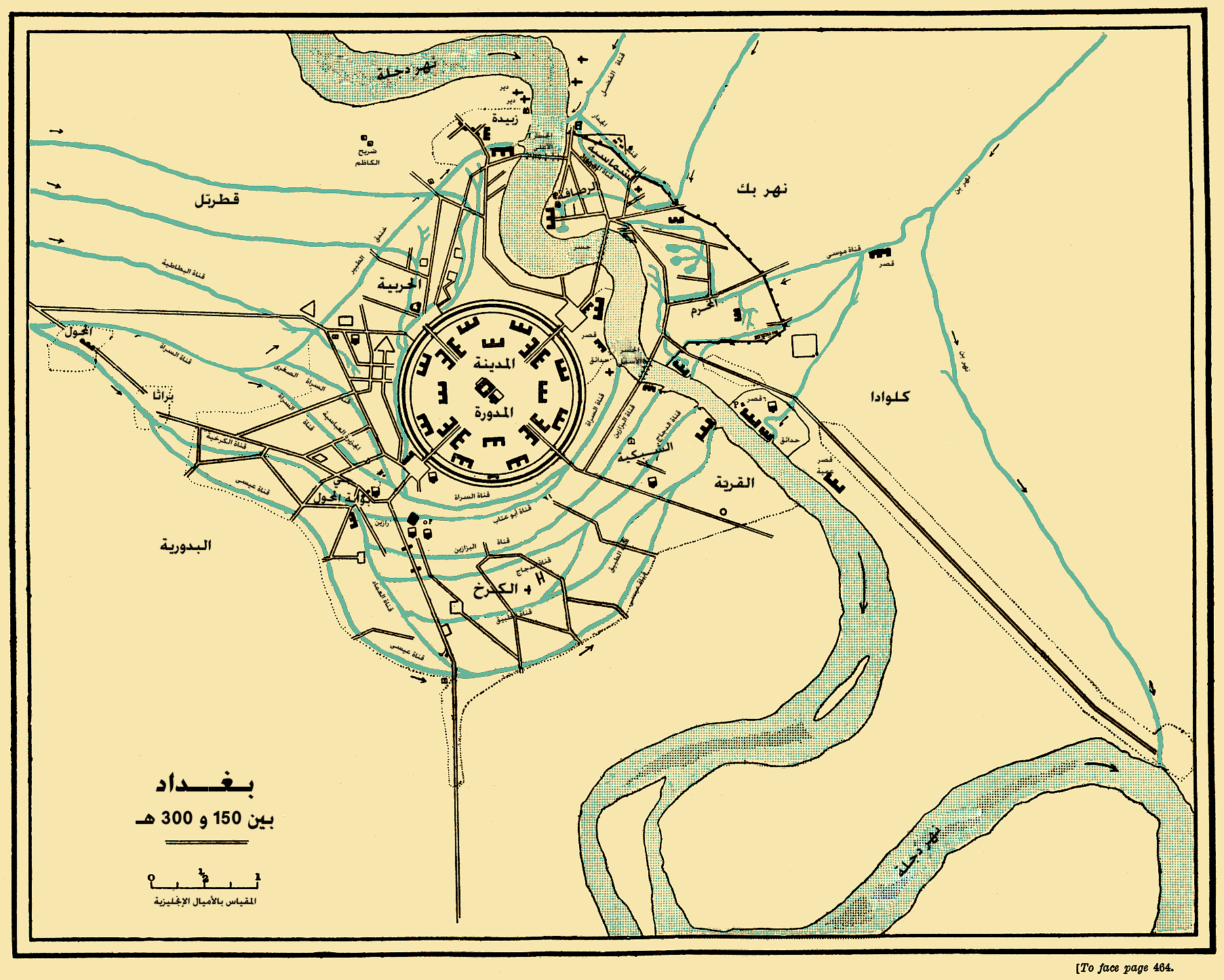
Bagdad, den runda staden.

Kalifen deltog aktivt i planläggningen. Staden skulle vara rund med tre koncentriska murar och en vallgrav runt den yttersta muren. Mellan den mellersta och den innersta muren byggdes butiker och boningshus för handelsmän och tjänstemän. Innanför den innersta muren skulle den styrande eliten bo och i centrum låg kalifens palats och den stora moskén. Fyra huvudgator ledde mot fyra portar, Damaskusporten mot väster och portarna mot Kufa, Basra och Khorasan. Staden tog fyra år att bygga och Aba al-Masur döpte sin skapelse till Madinat as-Salam, Fredens stad.

## Muslimska guldåldern
Under den muslimska guldåldern spelade Bagdad en viktig roll tillsammans med Córdoba i Spanien. Det muslimska riket expanderade under 700-talet. Ekonomin var gynnsam och fram växte ett mångkulturellt och multireligiöst samhälle, med religionsfrihet för judar, sabier och kristna.
Bagdad växte och blev den muslimska världens centrum. Hit kom araber, syrier och perser och även judar och muslimer från Maghreb och Afghanistan. I slutet av 700-talet blev Harun al-Rashid kalif. Han kallades Aron den rättfärdige, var intresserad av poesi och vetenskap och lade grunden för ett nytt bibliotek i Bagdad. Genom lärda kristna och judar upptäcktes grekisk filosofi och vetenskap. Biblioteket växte till ett forskningscentrum, som till och med överträffade antikens biblioteket i Alexandria. Lärda män och kvinnor och studenter studerade och bodde i det som kom att kallas Vishetens hus. Här samlades antika skrifter och översattes till arameiska och arabiska. I Bagdad spelade de arabiserade perserna en allt större roll. De skrev det arabiska språkets grammatik. I Vishetens hus översatte syriska kristna, judar och muslimer praktiskt taget hela den klassiska grekiska filosofin som därmed spreds över hela kalifatet till Spanien och Sicilien och vidare till Europa.

### Islamisk vetenskap
Den Islamiska vetenskapen utvecklades i Bagdad. Först kom översättarna och räddade det grekiska kulturarvet genom översättningar till arameiska och arabiska. Sedan kom filosofer och naturvetenskapare. Matematikern al Khwarizmi, född 780, införde decimalsystemet och hämtar nollan från Indien. De arabiska siffrorna uppfanns och ersatte det romerska talsystemet. Al-Kwarizmi uppfann också algebra, ordet kommer från arabiskan och betyder koppling.
Ibn-Sina (kallad Avicenna i Europa), född cirka 980 i Bukhara, var en persisk läkare, filosof, poet och vetenskapsman. Han försökte skapa en gemensam teori för kropp och själ, och skrev ett stort verk som var en syntes av Platonism och Aristoteles.
Abu Yusef al-Kindi, född 801 i Basra, anses vara den första islamiska filosofen. Han var verksam i Bagdad och beskrev världens ursprung som en följd av en universell kraft som skapat världen. Denna eviga kraft hävdade han var Gud, till skillnad mot den gängse beteckningen av en personlig Gud.
Ett av världens första sjukhus inrättades i Bagdad omkring 765. Här verkade läkaren al-Razi, den störste och mest originelle tänkaren inom arabisk medicin. Även apoteket har sitt ursprung i Bagdad. Arabisk farmakologi introducerade en rad nya läkemedel såsom senna, kamfer, sandelträ, myskmalva, myrra, tamarind, muskat, nejlika och rosenvatten.

### Muslimska vetenskapsmän
Några muslimska vetenskapsmän verksamma i Bagdad:
- Al Khwarismi (780–850), matematiker och astronom
- Al-Kindi (800–873), arabisk filosof
- Al Razi (865–925), persisk filosof, gjorde grundläggande upptäckter inom medicin och kemi
- Al Nayrizi (865–922), persisk matematiker och astronom
- Al Farabi (cirka 870–950), filosof och vetenskapsman
- Al-Ghazali (cirka 1058–1111), teolog, jurist och filosof

### Muslimsk teknik

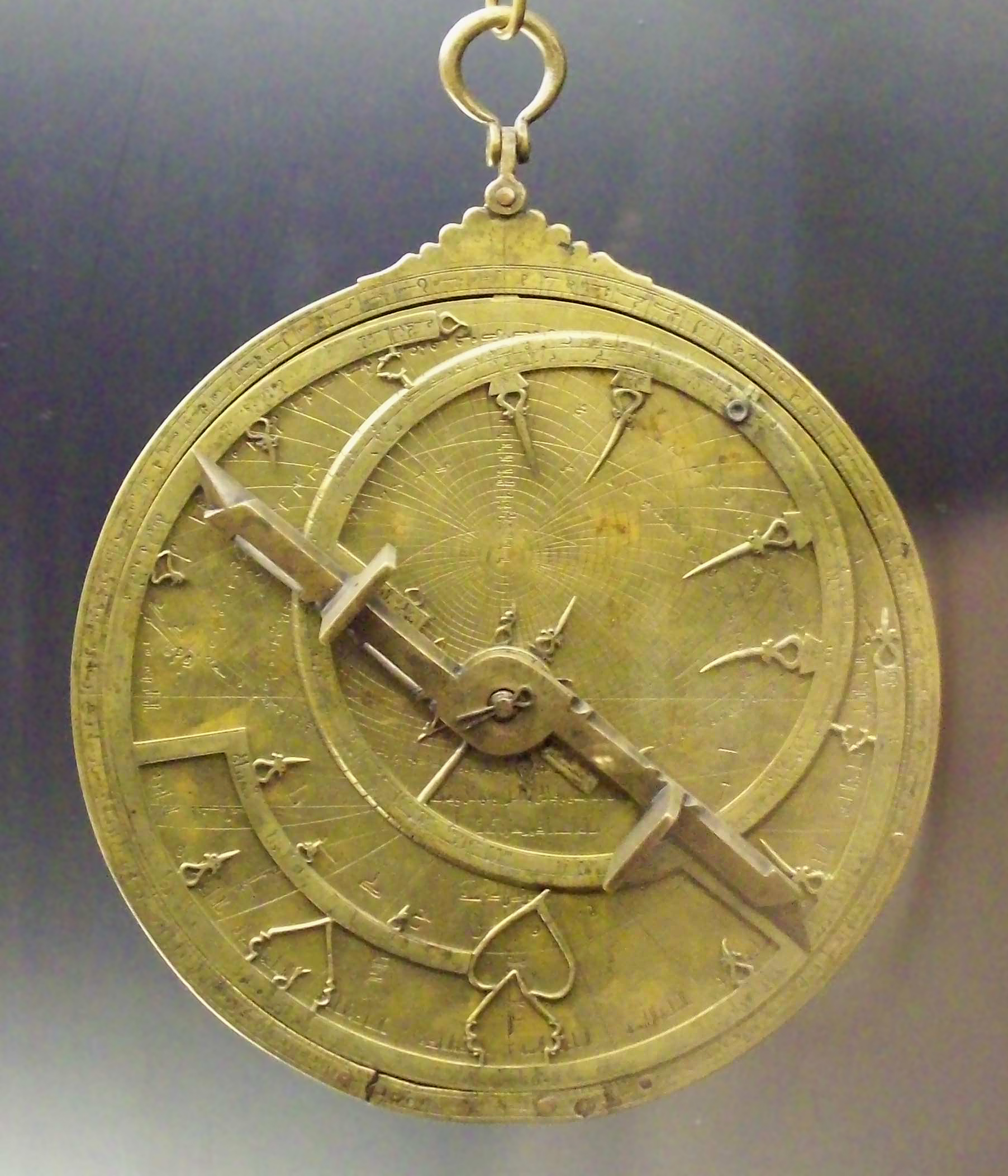
Astrolabium från 1000-talet.

På det tekniska området har muslimska hantverkare gjort stora insatser inom gruvdrift, sjöfart och handel. Det var mycket viktigt att hålla reda på riktningen till Mecka och tiden för fredagsböner och högtider. Därför  utvecklade och förbättrade muslimska hantverkare astrolabiet. En av dessa hantverkare var Mariam al-Ijliya från Aleppo som levde på 900-talet.
Astrolabiet var också ett hjälpmedel vid navigation, både för kamelkaravaner till Kievriket i norr eller Afghanistan i öster. Instrumentet började också användas till sjöss. Fartyg seglade nerför floden Tigris till Basra och ut genom Persiska viken förbi Oman till Arabiska havet och vidare till Afrika och Indien.

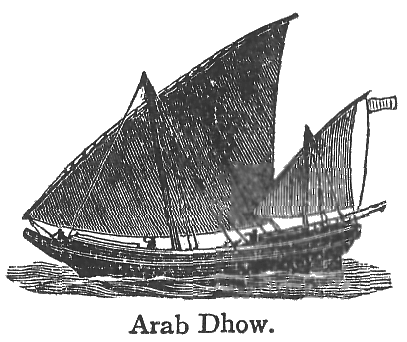
Arabisk dhow

## Stagnation
År 836 flyttade kalifen Al-Mu'tasim huvudstaden till Samarra. Den nya huvudstaden låg också vid Tigris 125 kilometer norr om Bagdad. Näste kalif, al-Mutawakkil, byggde ett påkostat palats och den stora moskén. Al-Mutawakkil var mycket ortodox och förföljde oliktänkande, vilket ledde till spänningar mellan olika etniska och religiösa grupper. Kalifens son, al-Mu'tadid blev med tiden också kalif. Han såg dessa problem och bestämde sig för att flytta tillbaka till Bagdad och försöka återförena kalifatet. Under 900-talet skedde en kupp i Bagdad och en shiitisk furstesläkt, Buyider från Persien, erövrade makten i kalifatet år 945. Korruption och nepotism inom kalifatet ökade och strider mellan sunni och shiitiska grupper uppstod. Vid denna tid började också vissa lärda män ifrågasätta om vetenskapen verkligen var förenlig med islam. En persisk teolog, Muhammed al-Ghazali från Khorasan,  blev kallad till den nya moskén och högskolan Nizamiyya i Bagdad. Denna högskola ville bli en motvikt till universitetet al-Azhar i Kairo som betraktades som en shiitisk propagandaverkstad. Al-Ghazali blev känd för boken "Filosofins sammanbrott" där han bland annat argumenterade mot nyplatonismen. År 1055 störtades buyiderna. Togrul Beg, den andre härskaren i den turkiska Seldjukdynastin, erövrade Bagdad och den världsliga makten övergick till seldjukerna. Runt 1100-talet var stadens population mellan 300 000 och 500 000. Bagdads tillväxt stannade av på grund av alla problem inom kalifatet, men fortsatte trots detta att vara islams kulturella och kommersiella nav. År 1227 invigdes universitetet Al-Mustansiriya på Tigris östra strand, ännu ett av världens tidigaste universitet.

## Invasioner (1100-talet till 1700-talet)

### Mongolväldet

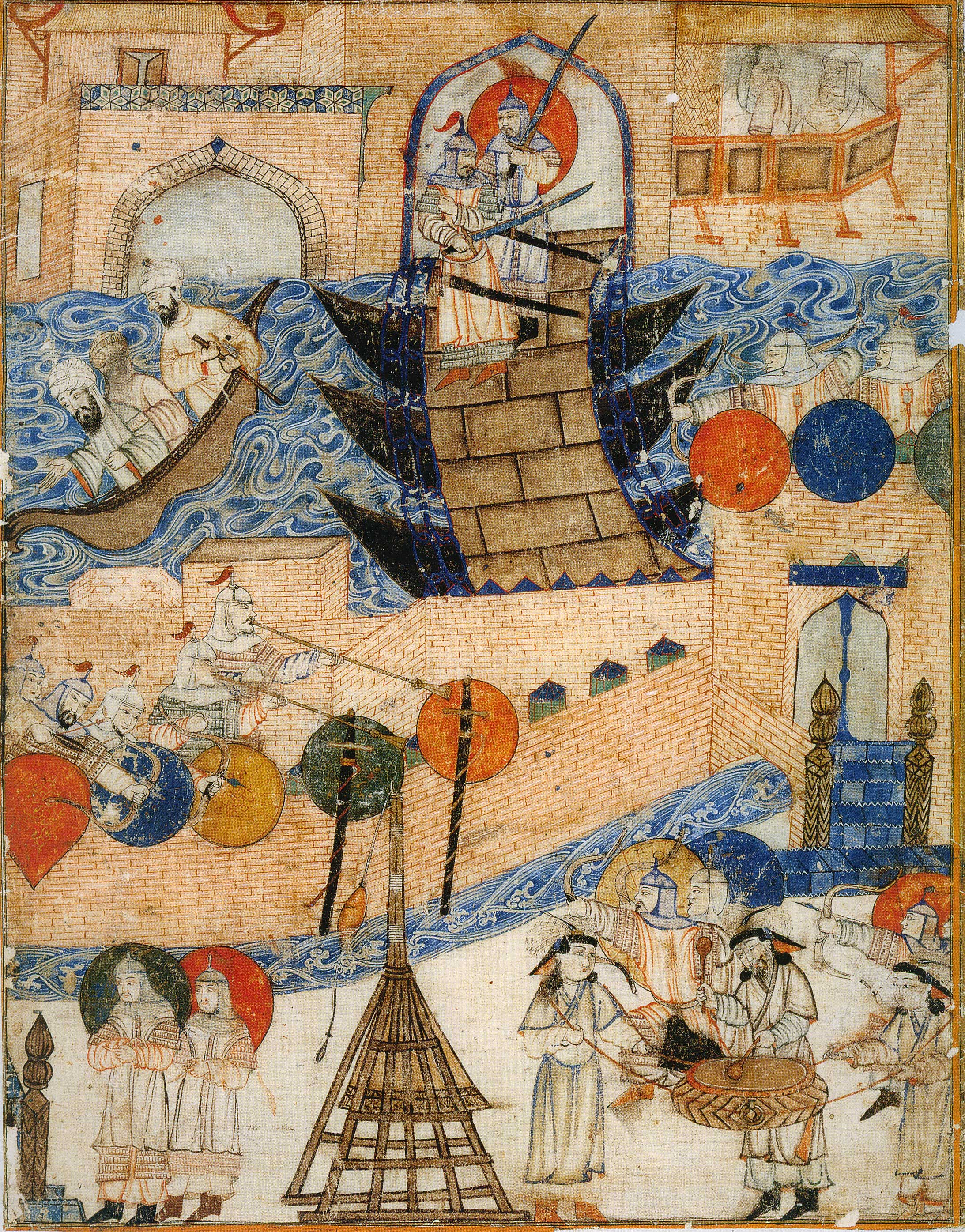
Belägringen av Bagdad 1258

I slutet av 1100-talet förenade Djingis khan de mongoliska stammarna och upprättade Mongolväldet, världshistoriens största sammanhängande imperium. Efter att ha erövrat Kina drog Djingis västerut in i Turkestan och anföll det persiska riket Khwarezm. Djungis Khan dog i ett fälttåg 1227. En av hans söner ockuperade Bagdad och erbjöd stadens säkerhet mot att man överlämnade makten till mongolerna. Men år 1258 vägrade kalifen att dela makten och den 10 februari skövlades Bagdad på order av Hulagu Khan. Detta resulterade i att staden förstördes, dess invånare massakrerades och kanalsystemet för bevattning gjordes obrukbart. Massakern i Bagdad ändade abbasidernas kalifat.
I slutet av 1300-talet började Mongolväldet falla sönder i mindre khanat. I ett av dessa, Transoxanien, besegrade Timur Lenk sina släktingar och tog makten 1369. Från denna tid var han ständigt på krigsfot. Han erövrade Khorasan och Persien och år 1401 Bagdad.  Staden förstördes än en gång.

### Osmanska riket
Efter detta förde staden en tynande tillvaro i hundra år. År 1508 ingick Bagdad i det nya persiska imperiet under shah Ismal I.
Osmanerna erövrade Bagdad 1534 och behöll staden till första världskriget då den erövrades av britterna. Bahá'u'lláh, grundaren av bahá'í-religionen, tillkännagav sin mission i Bagdad under perioden 21 april till 2 maj år 1863. Det är en pilgrimsort för bahá'íer. Staden blev Iraks huvudstad vid landets självständighet 1932.